# Wortheniella
Wortheniella is een geslacht van uitgestorven weekdieren uit de klasse van de Gastropoda (slakken). Exemplaren van dit geslacht zijn slechts als fossiel bekend.

## Soort
- Wortheniella coralliophila (Kittl, 1891) †